# نور شاكر
نور شاكر هي رائدة أعمال وعالمة حاسوب سورية-بريطانية متخصصة في تطبيق الذكاء الاصطناعي في اكتشاف الأدوية والتشخيص الطبي. وهي المؤسِسة والرئيسة التنفيذية لشركة SpatialX  وهي شركة تستخدم الذكاء الاصطناعي في علم الأمراض لتحسين تشخيص السرطان. في السابق، شاركت في تأسيس شركة  Glamorous AI  وهي شركة ناشئة في مجال اكتشاف الأدوية باستخدام الذكاء الاصطناعي. وقد تم الاستحواذ على Glamorous AI من قبل شركة X-Chem الأمريكية في نوفمبر 2021 وشغلت منصب نائب الرئيس والمدير العام للشركة .قامت نور بتأسيس شركة GTN Ltd لاكتشاف العقاقير وشغلت منصب الرئيس التنفيذي لأكثر من عامين. استقالت من منصبها كرئيس تنفيذي في أغسطس 2019. في عام 2018، حصلت على جائزة CogX UK Rising Star من رئيسة الوزراء تيريزا ماي عن «تقنية الذكاء الاصطناعي الذي ستطور اكتشاف الأدوية لعلاج الأمراض المزمنة».

## مسار مهني مسار وظيفي
درست شاكر البكالوريوس في علوم الحاسوب في جامعة دمشق، سوريا، وتخصصت في وقت مبكر في دراسات الذكاء الاصطناعي. تضمن عملها هناك تطوير دمج اللغة العربية في لغة ترميز تركيب الكلام لبرامج تحويل الكلام إلى نص. انتقلت إلى بلجيكا للحصول على درجة الماجستير في KU Leuven، وتخصصت في الذكاء الاصطناعي هناك. في عام 2009، انتقلت إلى الدنمارك لدراسة الدكتوراه والاستمرار في دراسة ما بعد الدكتوراه في التعلم الآلي في جامعة تكنولوجيا المعلومات في كوبنهاغن. بقيت في كوبنهاغن لعدة سنوات، حيث تم تعيينها أستاذاً مساعداً في جامعة البورك عام 2016. ركّز بحثها على استخدام التعلم الآلي في الحوسبة العاطفية وألعاب الفيديو. امتد هذا إلى تنظيم المسابقات المشتركة لإنتاج أنظمة الذكاء الاصطناعي التي يمكنها معالجة ألعاب الفيديو أو إنشاء مستويات جديدة لتناسب المستخدم، وعلى الأخص استخدمت Super Mario.    خلال حياتها المهنية، شاركت في تأليف كتاب بعنوان «إنشاء المحتوى الإجرائي في الألعاب»  وألّفت أكثر من ثلاثين منشوراً أكاديمياً.
في عام 2017، شارك شاكر في تأسيس GTN Ltd (شبكات التوتر التوليدية)، وهي شركة ناشئة تهدف إلى الجمع بين الحوسبة الكمومية والذكاء الاصطناعي لاكتشاف الأدوية. استقالت شاكر من منصبها كرئيس تنفيذي للشركة في أغسطس 2019، قبل وقت قصير من دخول الشركة في التصفية. تهدف الشركة إلى الجمع بين تقنيات التعلم الآلي ومحاكاة فيزياء الكم من أجل التنبؤ بعلاجات أفضل للاستخدام الطبي. 
في عام 2020، بدأت مشروعها الثالث، وهو شركة Glamorous AI الناشئة في لندن. الشركة هي استمرار للرحلة التي بدأتها في وقت سابق بهدف تطوير حلول مبتكرة في اكتشاف الأدوية. تهدف الشركة إلى دمج المعرفة الكيميائية للخبراء مع التعلم الآلي المتقدم لتمكين الاكتشاف السريع للكيانات الكيميائية الجديدة للخصائص المرغوبة. أنشأة شاكر و Glamorous AI علاقات داخل الأوساط الأكاديمية، مثل جامعة كارديف لاكتشاف عقاقير Covid-19 المحتملة باستخدام منصة Glamorous AI ، Rosalind.
في نوفمبر 2021، استحوذت شركة X-Chem الأمريكية على شركة GlamorousAI مقابل مبلغ لم يُعلن عنه، وذلك بهدف إدخال قدرات الذكاء الاصطناعي في مرحلة اكتشاف الأدوية قبل السريرية. شغلت شاكر منصب نائب الرئيس الأول والمدير العام لمكتب X-Chem في لندن. بعد انتهاء فترة عملها في X-Chem، أسست شاكر شركة SpatialX في أواخر عام 2023 بهدف تطبيق الذكاء الاصطناعي في علم الأمراض الحاسوبي. وتتمثل مهمة الشركة المعلنة في تحسين تشخيص السرطان وعلاجه من خلال تمكين أخصائيي علم الأمراض باستخدام أدوات ذكاء اصطناعي متقدمة. تشغل شاكر عضوية اللجنة الاستشارية للذكاء الاصطناعي والمعلوماتية في معهد روزاليند فرانكلين.
وقد حصلت على العديد من الجوائز، بما في ذلك حصولها على لقب «النجمة الصاعدة» بين قائمة BioBeat لعام 2018 التي تضم 50 Movers & Shakers
في BioBusiness. ممثلة GTN، حصلت على جائزة CogX UK Rising Star في عام 2018 لتقنياتها المبتكرة في مجال الذكاء الاصطناعي لاكتشاف الأدوية والنجاح في تأمين التمويل الأولي والتعاون المرموق.
غالبًا ما تكون شاكر متحدثة في أحداث الذكاء الاصطناعي (بما في ذلك تلك التي تستهدف النساء في الصناعة) وترأس معهد الذكاء الحسابي لمهندسي الكهرباء والإلكترونيات: اللجنة الفنية للألعاب. 

## الجوائز والتكريم
- 2013: IEEE Transactions on Computational Intelligence and AI in Games Outstanding Paper Award for 'Crowd Sourcing the Aesthetics off Platform Games'.[19] [20]
- 2018: المبتكرون تحت سن 35 من إم آي تي تكنولوجي ريفيو [21]
- 2018: 50 Movers & Shakers في BioBusiness بواسطة BioBeat [15]
- 2018: النجم الصاعد بواسطة CogX [16]
- 2019: BBC 100 Women [22]

## روابط خارجية
- حساب نور شاكر على شبكة اللينكيدان